# تنگیرد
تنگیرد نام جایی است در جنوب ایران واقع در منطقه کوخرد در غرب استان هرمزگان.
تنگیرد در مشرق گریوه (گری) زامردان در کوه ناخ و در شمال دهستان کوخرد واقع است.
تنگیرد مکان هراس‌انگیز و خطرناکی است، دارای مارمولک‌های بسیار بزرگ شاخدار و سفیدرنگ است.

## فهرست منابع و مآخذ
- محمدیان، کوخردی، محمد ، “ «به یاد کوخرد» “، ج۲. چاپ اول، دبی: سال انتشار ۲۰۰۳ میلادی.
- محمدیان، کوخردی، محمد ،  (شهرستان بستک و بخش کوخرد)   ، ج۱. چاپ اول، دبی: سال انتشار ۲۰۰۵ میلادی.
- الکوخردی، محمد، بن یوسف، (کُوخِرد حَاضِرَة اِسلامِیةَ عَلی ضِفافِ نَهر مِهران Kookherd, an Islamic District on the bank of Mehran River) الطبعة الثالثة، دبی: سنة ۱۹۹۷ للمیلاد.